# Холина, Татьяна Викторовна
Татьяна Викторовна Холина (до 2011 — Горшкова; р. 8 марта 1981, Симферополь) — российская волейболистка. Диагональная нападающая. Мастер спорта России международного класса.

## Биография
Волейболом Татьяна Горшкова начала заниматься в ДЮСШ города Симферополя. Первый тренер — А. И. Плишко. В 1995 году получила приглашение в Училище олимпийского резерва Екатеринбурга и с 1997 на протяжении 7 лет выступала за различные команды волейбольного клуба «Уралочка» и в их составах неоднократно становилась победителем и призёром чемпионатов России.
В 1995—1999 выступала за российские сборные различных возрастов. Неоднократная чемпионка и призёр молодёжных и юниорских континентальных и мировых турниров, в том числе двукратный победитель чемпионатов мира среди молодёжных команд (1997 и 1999). Двукратный серебряный призёр волейбольных турниров летних Универсиад (1999 и 2001).
В 2002—2004 годах Татьяна Горшкова выступала за национальную сборную России. В её составе: бронзовый призёр чемпионата мира 2002, победитель (2002) и серебряный призёр (2003) Гран-при, участница чемпионата Европы 2003 и Гран-при 2004.
После ухода в 2004 году из «Уралочки-НТМК» Татьяна Горшкова (с 2011 — Холина) на протяжении последующей спортивной карьеры выступала за 5 различных команд. Наибольших успехов добилась играя за подмосковное «Заречье-Одинцово», в составе которого в 2008 стала чемпионкой России и ещё дважды выигрывала Кубок страны.
В 2014 Татьяна Холина объявила о завершении игровой карьеры.

### Клубная карьера
- 1997—1999 —  «Уралочка» (Екатеринбург);
- 1997—2000 —  «Малахит» (Екатеринбург);
- 2000—2003 —  «Уралтрансбанк»/«Аэрофлот-Малахит»/«Аэрофлот-Уралтрансбанк» (Екатеринбург);
- 2003—2004 —  «Уралочка-НТМК» (Свердловская область);
- 2004—2008 —  «Заречье-Одинцово» (Московская область);
- 2008—2010 —  «Самородок» (Хабаровск);
- 2010—2011 —  «Ленинградка» (Санкт-Петербург);
- 2011—2012 —  «Протон» (Саратовская область);
- 2012—2014 —  «Факел» (Новый Уренгой).

## Достижения

### С клубами
- 4-кратная чемпионка России — 1998, 1999, 2004, 2008;
  - двукратный серебряный призёр чемпионатов России — 2002, 2006;
  - бронзовый призёр чемпионата России 2001;
- двукратный победитель Кубка России — 2006, 2007;
- серебряный призёр Лиги чемпионов 2008;
- серебряный призёр Кубка ЕКВ 2007;
  - бронзовый призёр Кубка ЕКВ 1999;

### Со сборными России
- бронзовый призёр чемпионата мира 2002;
- победитель Гран-при 2002[2];
  - серебряный призёр Гран-при 2003;
- участница чемпионата Европы 2003 и Гран-при 2004.
- двукратная чемпионка мира среди молодёжных команд — 1997 и 1999;
- серебряный призёр чемпионата Европы среди молодёжных команд 1998;
- двукратный серебряный призёр чемпионатов мира среди юниоров — 1995 и 1997;
- чемпионка Европы среди юниоров 1997;
- двукратный серебряный призёр летних Универсиад — 1999 и 2001.